# Rezerwat przyrody Wyspa Lipowa
Rezerwat przyrody Wyspa Lipowa – rezerwat krajobrazowy o powierzchni 5,0 ha, znajdujący się na terenie gminy Łukta w województwie warmińsko-mazurskim. Obejmuje wyspę położoną na jeziorze Marąg. Utworzony w 1968 roku w celu ochrony krajobrazu oraz występujących na wyspie chronionych ptaków (kolonia kormoranów) i roślin. Wyspę porasta ponad 100-letni starodrzew lipowo-dębowy i młodszy olchowy. Wyspa na zdjęciach satelitarnych przypomina but.
Obok kormoranów gniazdują tu także: czapla siwa, łabędź niemy, tracz nurogęś, krakwa, perkoz rdzawoszyi, perkoz dwuczuby, dzierzba gąsiorek, trzciniak, trzcinniczek, piecuszek.
Akt powołujący rezerwat ukazał się w MP nr 2, poz. 14 z 23.01.1969 r.